# الدر اسکورولز آنلاین
الدر اسکورولز آنلاین (به انگلیسی: The Elder Scrolls Online) یک بازی ویدئویی به سبک ام‌ام‌اوآرپی‌جی است که توسط استودیوی آنلاین زنی‌مکس ساخته شده و به‌وسیلهٔ بتزدا سافت‌ورکز در ۴ آوریل ۲۰۱۴ از طریق استیم برای مایکروسافت ویندوز و اواس ده منتشر شده‌است. نسخه کنسولی بازی برای ایکس‌باکس وان و پلی‌استیشن ۴ با تأخیر در ۹ ژوئن ۲۰۱۵ منتشر شد. الدر اسکورولز آنلاین به عنوان یکی از قسمت‌های سری بازی‌های الدر اسکورولز به شمار می‌رود که برای اولین بار دارای بخش چندنفره می‌باشد.